# Sulza
Sulza ist eine Gemeinde des Saale-Holzland-Kreises und Teil der Verwaltungsgemeinschaft Südliches Saaletal. Zu Sulza zählen die Ortsteile Rutha und Schiebelau.

## Lage

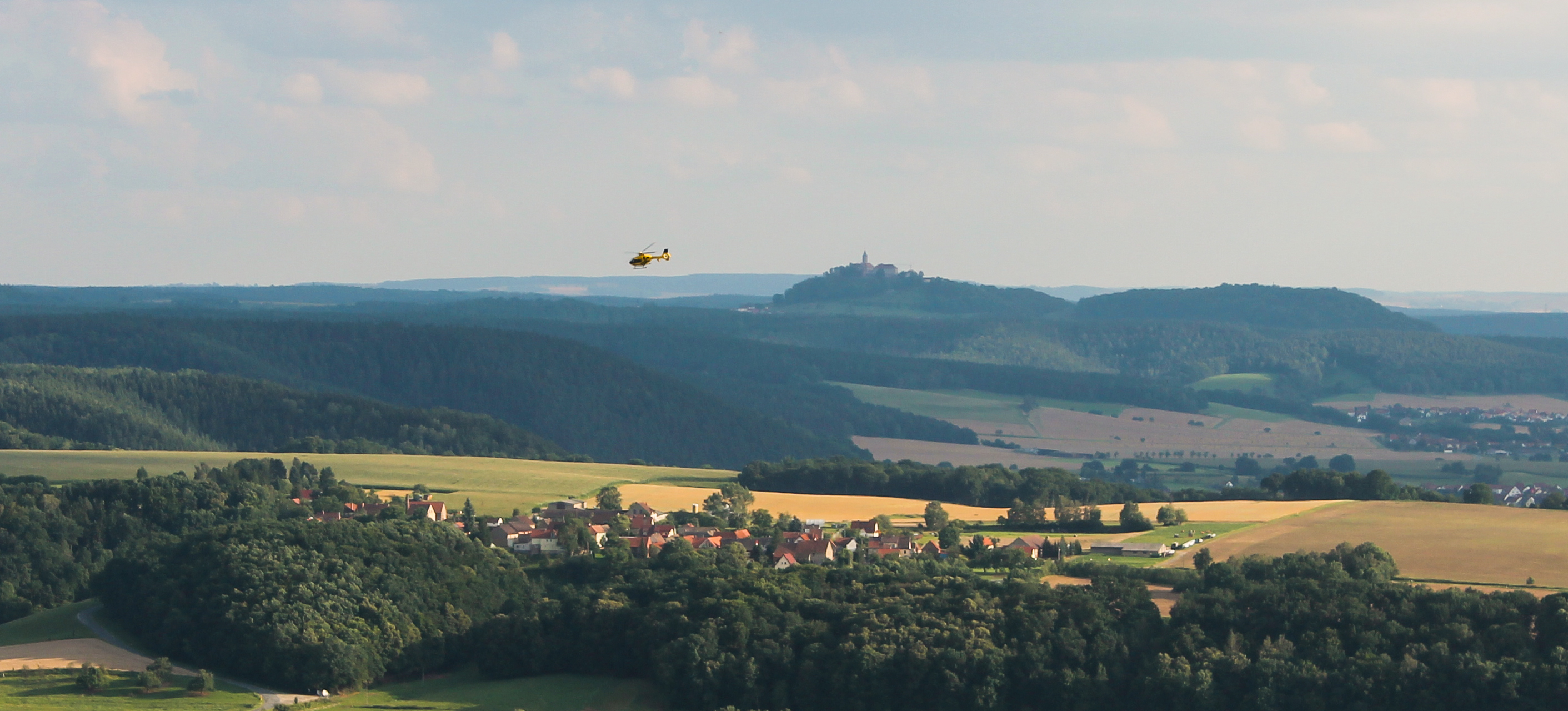
Die Gemeinde Sulza, fotografiert von der Lobdeburg. Im Hintergrund befindet sich die Leuchtenburg

Sulza befindet sich südlich der Stadt Jena auf einer höheren Geländeetage östlich der Saaleniederung. Während die Gemarkung des Kernortes Sulza mit Wald umgeben ist, schließt Rutha siedlungsmäßig unmittelbar an den Jenaer Ortsteil Neulobeda an und ist von der übrigen Gemeinde Sulza durch die Roda getrennt.

## Geschichte
1349/50 erfolgt die urkundliche Ersterwähnung von Sulza. Seit Mitte des 12. Jahrhunderts zählte die Gegend zum Herrschaftsgebiet der Herren von Lobdeburg. Diese verlehnten Sulza u. a. an die Familie Puster. Als Lehnsherren traten im 14. Jahrhundert die Wettiner auf, die Sulza mit wechselnden Rechtsansprüchen teils ins Amt Leuchtenburg, teils ins Amt Burgau eingliederten. Eines der ältesten Verzeichnisse der Hofbesitzer stammt aus der Zeit von 1421–1425.
Am 1. Juli 1950 wurde die bis dahin eigenständige Gemeinde Rutha eingegliedert.

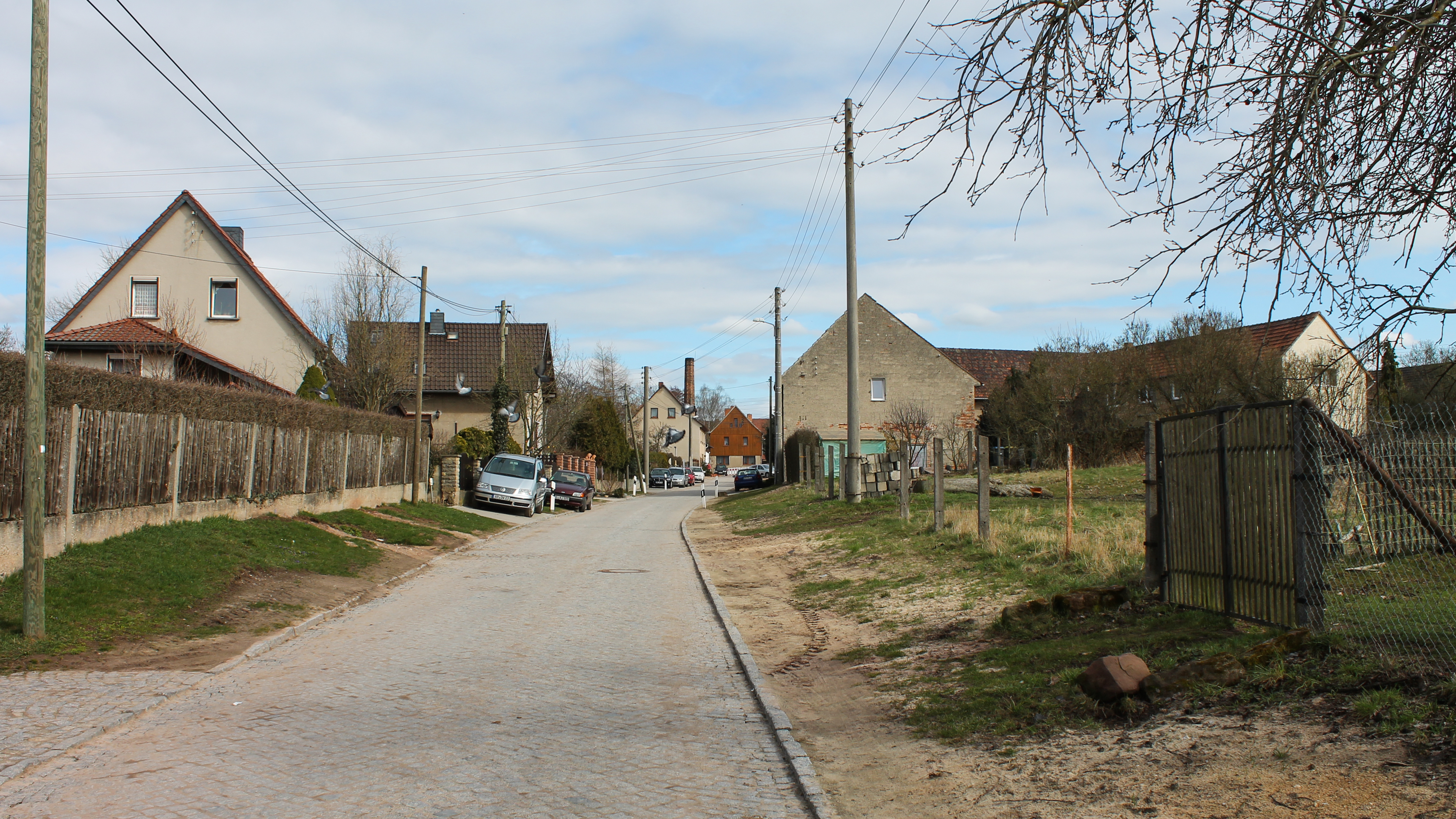
Straßenansicht
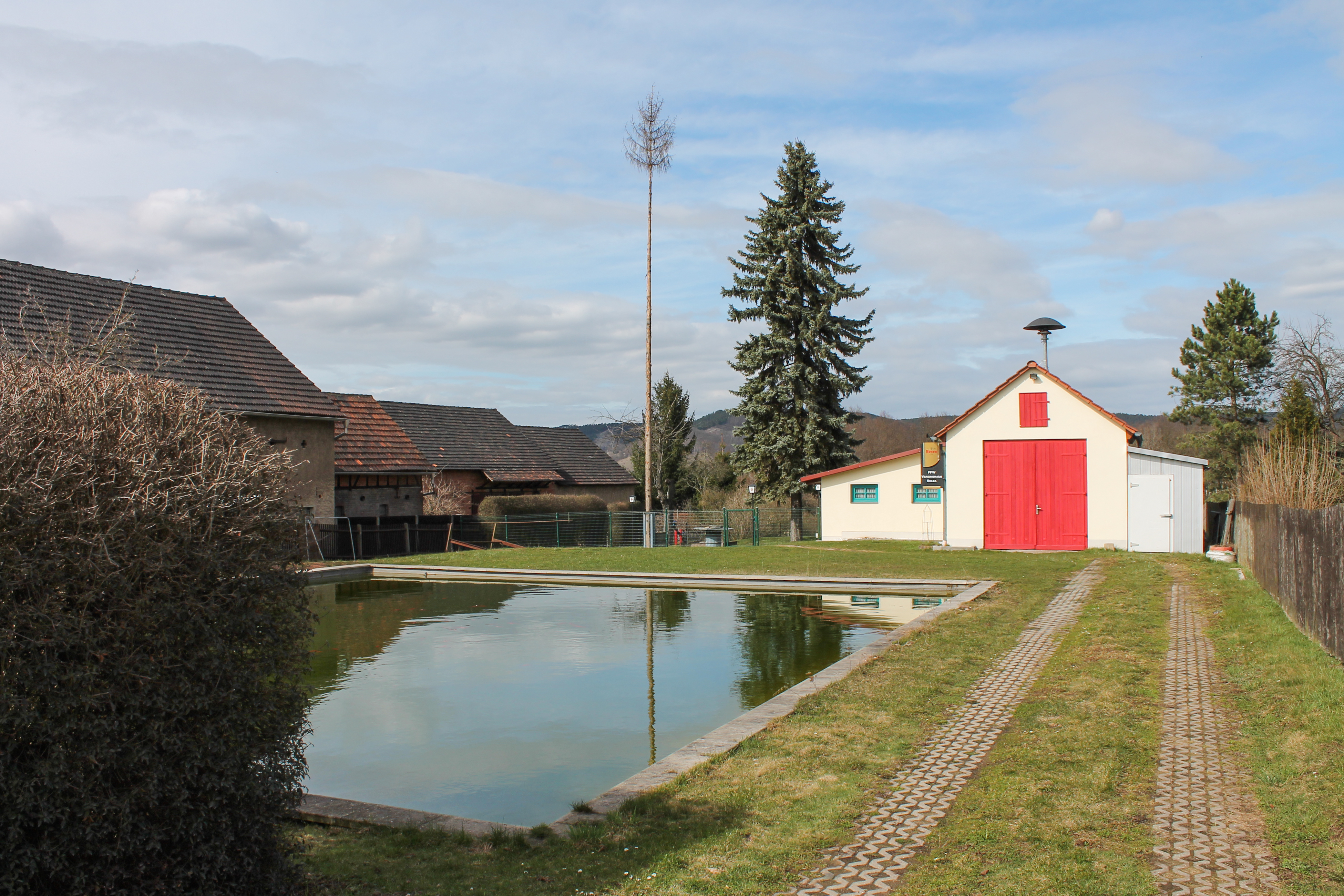
Feuerwehr
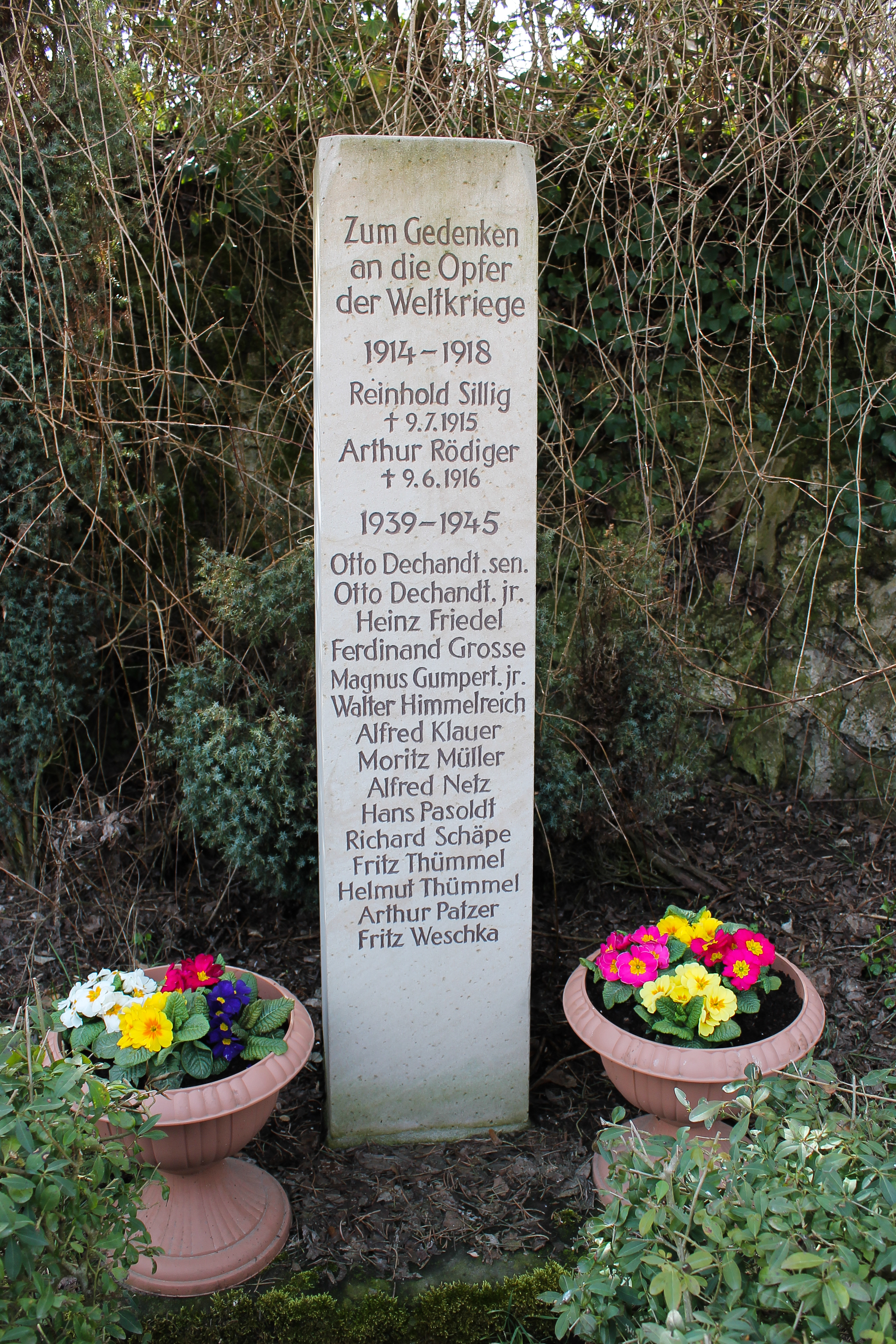
Denkmal „Zum Gedenken an die Opfer der Weltkriege“

## Persönlichkeiten
- Karl Gustav Hesse (1795–1851), Mediziner und Schriftsteller in Wechselburg